# انبساط گرمایی معکوس
انبساط گرمایی معکوس (به انگلیسی: Negative Thermal Expansion) یک فرایند شیمیایی فیزیکی است که بر اثر آن برخی مواد در نتیجه حرارت منقبض می‌شوند (برخلاف اغلب مواد که در اثر حرارت منبسط می‌شوند).

## کاربردها
مواد با خاصیت انبساط گرمایی معکوس، دارای کاربردهای فراوانی هستند. یک مثال ساده از این دست می‌تواند مواد پرکننده دندان باشد. به‌طور مثال وقتی شما یک نوشیدنی داغ می‌نوشید، دچار درد دندان می‌شوید. اگر مواد پرکننده دندان از ترکیب یک ماده با خاصیت انبساط گرمایی معکوس و یک ماده خاصیت انبساط گرمایی معمولی ساخته شود، می‌تواند به کاهش این مشکل کمک کند.

## مواد
یکی از موادی که دارای خاصیت انبساط گرمایی معکوس می‌باشد، تنگستن زیرکونیم مکعبی است.